# Josel Berger
Josel Berger (lit. Joselis Bergeris, Juozas Bergeris) (ur. 1 kwietnia 1884 w Wilnie, zm. w Izraelu) – litewski lekarz i nauczyciel, działacz społeczny żydowskiego pochodzenia, poseł na Sejm Republiki Litewskiej (1922–1923, 1925–1926).

## Życiorys
Po ukończeniu gimnazjum w Żytomierzu w 1901 podjął studia w Instytucie Technologicznym w Charkowie (1902–1906). Później kształcił się w dziedzinie prawa na Uniwersytecie św. Włodzimierza (1906–1907) oraz na Politechnice Kijowskiej (1907–1908). W 1913 uzyskał dyplom lekarza na Wydziale Medycyny Uniwersytetu Kijowskiego. Po powrocie na Litwę został wybrany w 1921 dyrektorem Wydziału Medycznego Urzędu Miejskiego Kowna. Do 1923 pracował również w ministerstwie ds. żydowskich.
Współtworzył żydowskie organizacje społeczne na Litwie, m.in. „Tarbut” (1920). W latach 1923–1924 był dyrektorem kursów naukowych „Tarbutu”. Od 1924 do 1934 pełnił obowiązki dyrektora gimnazjum żydowskiego w Szawlach. Został wybrany posłem do Sejmu I kadencji z listy „O autonomię narodową”. W 1923 nie uzyskał mandatu, jednak wszedł do parlamentu w 1925 na miejsce Szymona Rozenbauma.
W 1934 opuścił Litwę wyjeżdżając do Palestyny. Dalsze losy nieznane.